# Calochortus gunnisonii
Calochortus gunnisonii är en liljeväxtart som beskrevs av Sereno Watson. Calochortus gunnisonii ingår i släktet Calochortus och familjen liljeväxter.

## Underarter
Arten delas in i följande underarter:
- C. g. gunnisonii
- C. g. perpulcher

## Bildgalleri

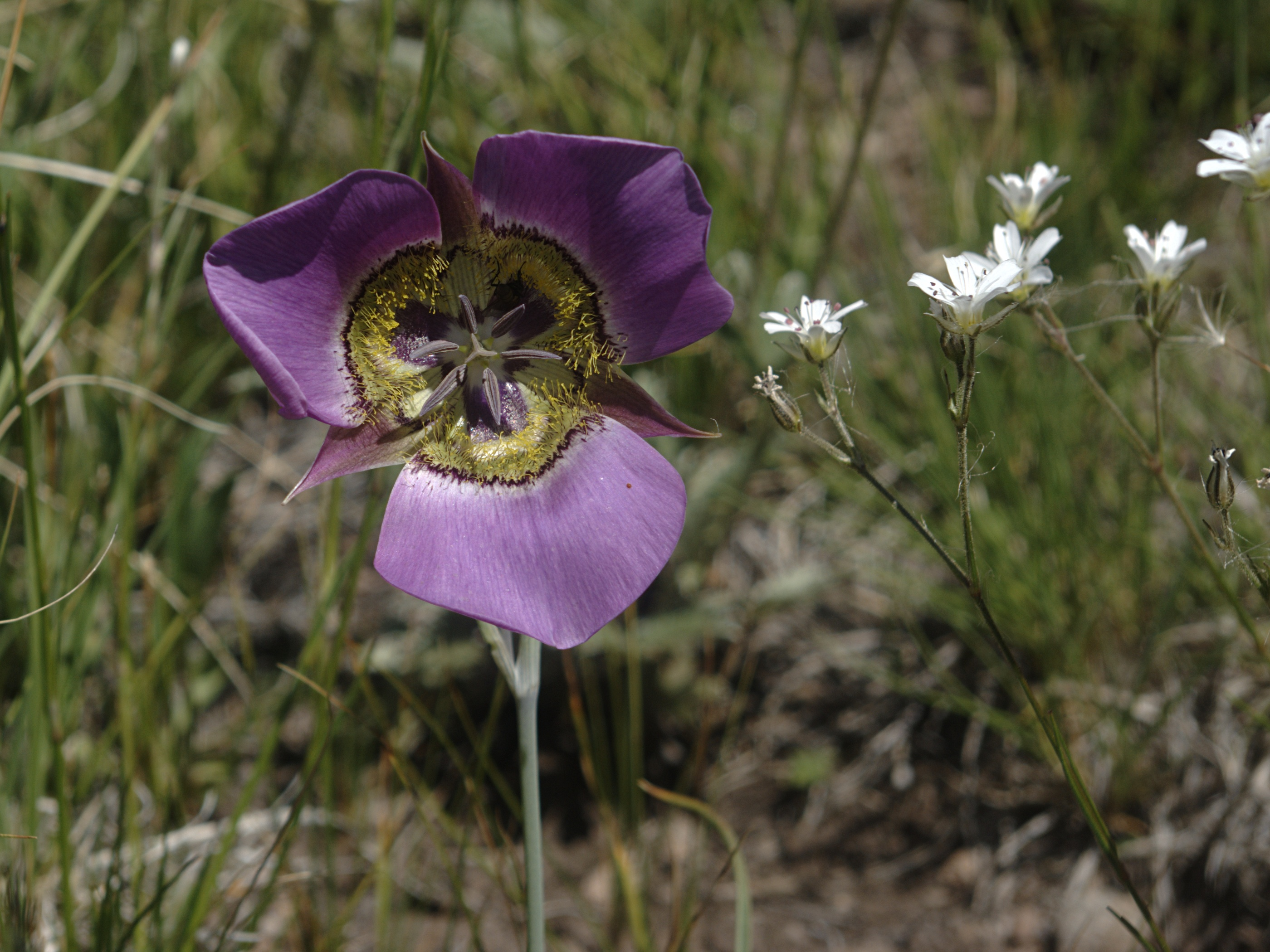
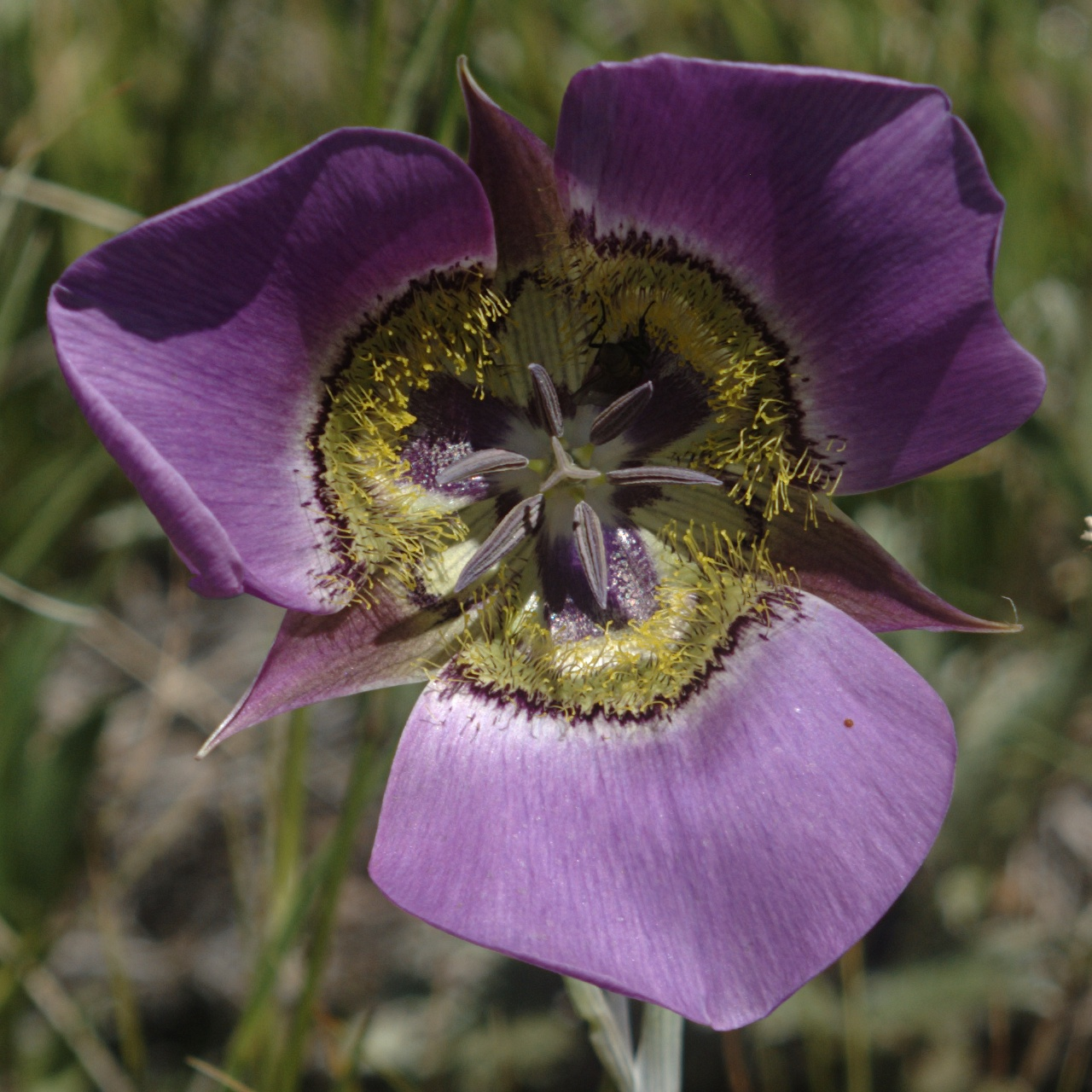
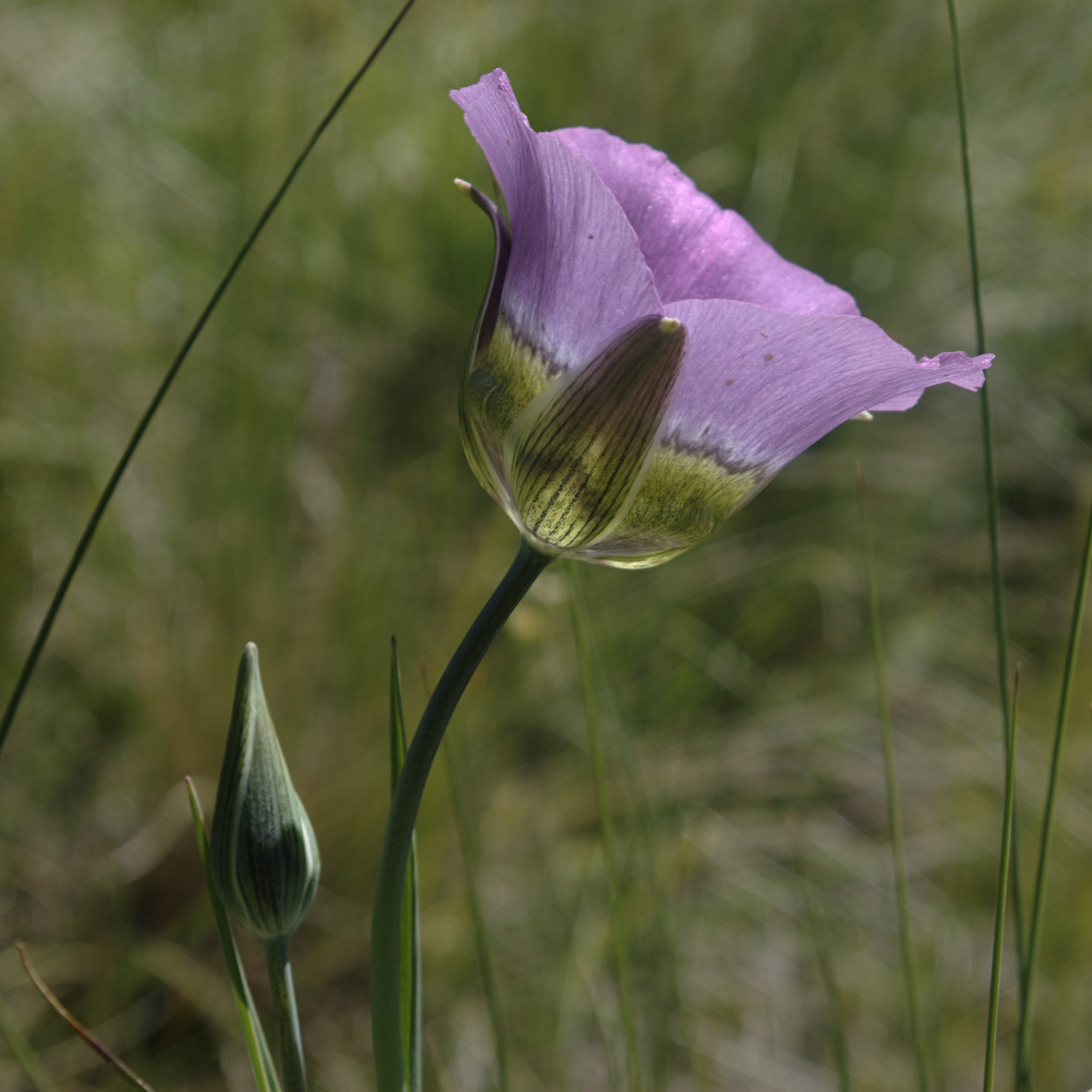
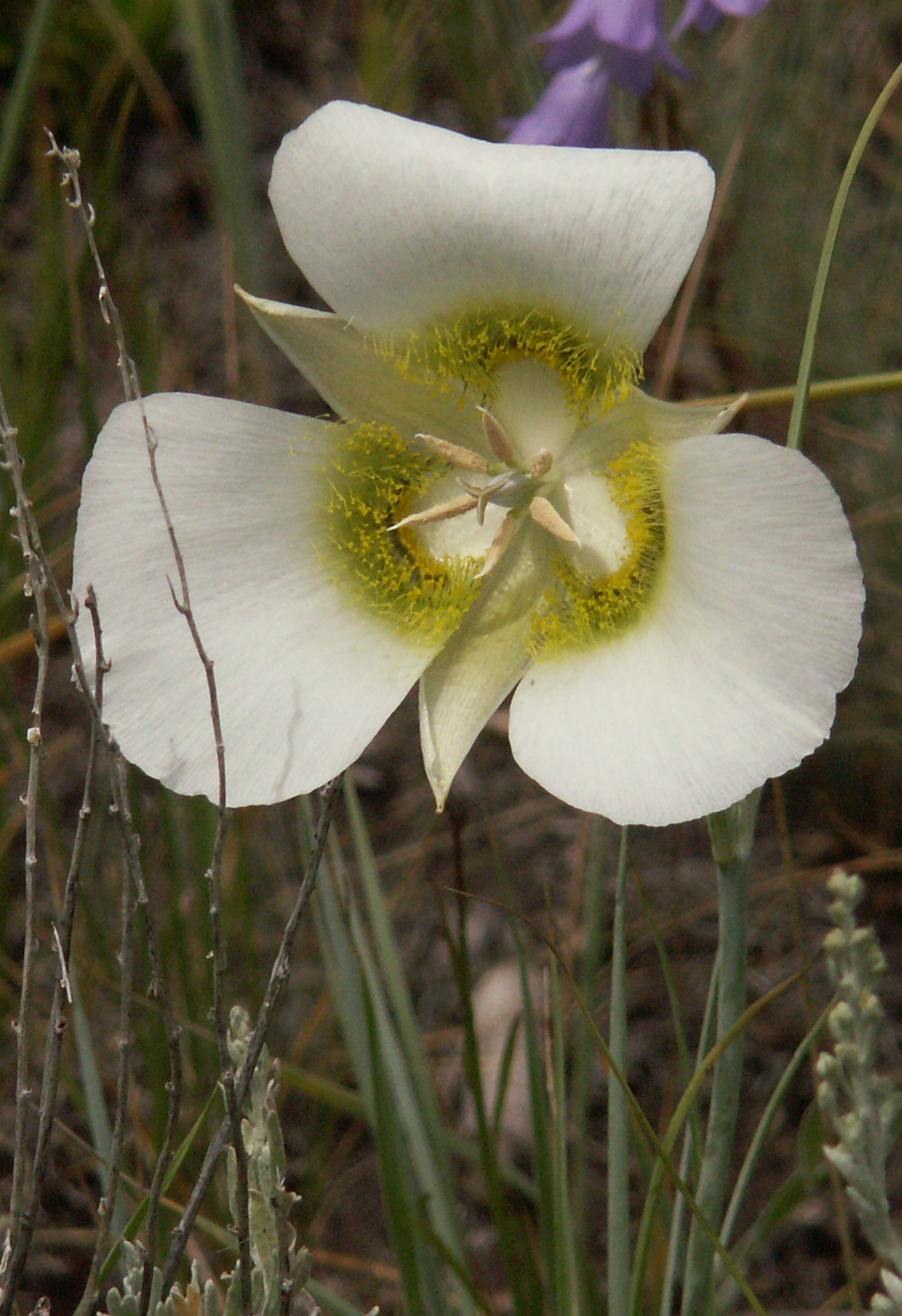
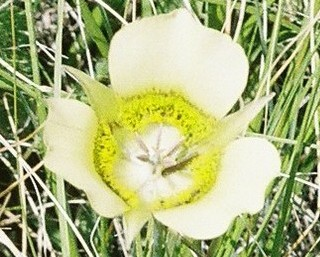